# Lemuridae
Los lemúridos (Lemuridae) son una familia de primates estrepsirrinos endémicos de Madagascar. Es una de las ocho familias conocidas de lémures.

## Clasificación
La familia Lemuridae contiene cinco géneros y veintidós especies:
Familia Lemuridae
- Género Lemur
  - Lemur catta
- Género Eulemur, lémures marrones o verdaderos
  - Eulemur fulvus
  - Eulemur sanfordi
  - Eulemur albifrons
  - Eulemur rufus
  - Eulemur rufifrons
  - Eulemur collaris
  - Eulemur cinereiceps
  - Eulemur macaco
  - Eulemur flavifrons
  - Eulemur coronatus
  - Eulemur rubriventer
  - Eulemur mongoz
- Género Varecia, lémures rufos o de collar
  - Varecia variegata
  - Varecia rubra
- Género Hapalemur, lémures del bambú
  - Hapalemur griseus
  - Hapalemur gilberti
  - Hapalemur meridionalis
  - Hapalemur occidentalis
  - Hapalemur alaotrensis
  - Hapalemur aureus
- Género Prolemur
  - Prolemur simus
- Género †Pachylemur
  - †Pachylemur insignis
  - †Pachylemur jullyi

La familia Lemuridae estuvo en su día dividida en dos subfamilias, Hapalemurinae (lémures del bambú y lémur grande del bambú) y Lemurinae (lémures marrones y lémures rufos), pero las pruebas moleculares y las semejanzas de las glándulas odoríferas han llevado a incluir a los lémures de cola anillada.
Se sabe que especies del género Eulemur se cruzan, a pesar de tener un número de cromosomas dramáticamente diferentes. Se encontraron casos de hibridación entre e Eulemur rufifrons (2N=60) y Eulemur collaris (2N=50–52) en la Reserva de Berenty, en Madagascar.